# ジョナサン・クレーリー
ジョナサン・クレアリー（1953年6月13日 -, Jonathan Crary）はアメリカの美術評論家兼エッセイストであり、コロンビア大学で現代美術と理論のマイヤー・シャピロ講座教授である。
彼の最初の注目すべき作品は「Techniques of the Observer: On Vision and Modernity in the 19th Century」（1990年）と「Suspensions of Perception: Attention, Spectacle, and Modern Culture」（2000年）である。
彼は主に現代美術に関する30以上の展覧会カタログのために批評エッセイを発表している。彼のスタイルは観察と科学が混ざったものと分類されることが多く、その作品における主要なテーマは人間の眼の役割である。

## 来歴
ジョナサン・クレアリーは、バーモント州のプーティニースクールで高校を卒業しました。彼はコロンビアカレッジを卒業し、美術史を専攻しました。1987年にはコロンビア大学から博士号を取得しました。クレアリーはまた、サンフランシスコ芸術研究所で映画と写真を学び、B.F.Aを取得しました。
彼が最初に教鞭をとったのは、カリフォルニア大学サンディエゴ校の視覚芸術学科である。1989年にはコロンビア大学で教え始めた。彼は1991年にグッゲンハイム・フェローシップを受賞した。

## 書いたもの
クレアリーの『24/7: Late Capitalism and the End of Sleep』は、現代世界の絶え間ないペースとその人間の心理や生理に及ぼす影響を探求しており、特に睡眠パターンに重点を置いている。
彼の『Suspensions of Perception』は1880年から1905年頃の時期に焦点を当て、19世紀後半に導入された新しい視覚の方法を探求している。クレアリーはこの変化を主観的な視覚の出現と述べている。さらに、クレアリーは注意が「主体性の近代化の中での新しい対象...」になったと論じている。クレアリーの本は、さまざまな文化の知覚がどのように再構築され、不確実性が議論されたかを検討している。この新しい視覚の発展は、視覚が観察者の見たものに基づく主観的な思考に依存していることを示唆しており、論争を巻き起こした。したがって、この新しい視覚の方法は、多くの人々の間で不明確、不確実で、常に疑問視されるものと考えられた。『Suspensions of Perception』は2000年に出版され、2001年にライオネル・トリリング書籍賞を受賞した。
クレアリーの『Techniques of the Observer』は、現代視覚文化の起源についてのユニークな研究である。この書籍は1990年に出版され、12の外国語に翻訳された。
クレアリーは現代の「アート・イン・アメリカ」「アートフォーラム」「オクトーバー」「アッサンブラージュ」「カイエ・デュ・シネマ」「フィルム・コメント」「グレイ・ルーム」「ドムス」「ビレッジ・ボイス」を含む出版物において、現代の芸術と文化についても執筆している。クレアリーは批評家でもあり、30以上の展覧会カタログに批評エッセイを執筆している。また、クレアリーは『Film Theory and Criticism』第7版のアンソロジーにも寄稿している。
クレアリーは1986年のゾーン・ブックスの創設メンバーの一人であり、この出版社は「歴史、美術理論、政治、人類学、哲学」に関する出版物で知られている。また、ミシェル・フーコー、ジョルジョ・アガンベン、ジル・ドゥルーズなどの文学も含まれている。クレアリーは1992年の『Incorporations』の共同編集者であった。現在もクレアリーはゾーン・ブックスの共同編集者を務めている。

## 著作
- Crary, Jonathan. Scorched Earth: Beyond the Digital Age to a Post-Capitalist World. London and New York: Verso, 2022. ISBN 978-1784784447
- Crary, Jonathan. 24/7: Late Capitalism and the Ends of Sleep. London and New York: Verso, 2013. ISBN 978-1781680933, ISBN 978-1781680933　
  - 『24/7 :眠らない社会』 岡田温司 監訳, 石谷治寛 訳、NTT出版、2015.3
- Crary, Jonathan. Suspensions of Perception: Attention, Spectacle and Modern Culture. Cambridge (Mass.) and London: MIT, 2000. ISBN 9780-585270821, ISBN 9780-585270821　
  - 『知覚の宙吊り: 注意、スペクタクル、近代文化』 岡田温司 監訳, 大木美智子, 石谷治寛, 橋本梓 訳、平凡社、2005.8/平凡社ライブラリー、2025
- Crary, Jonathan, and Sanford Kwinter. Incorporations. New York, NY: Zone, 1992.
- Crary, Jonathan. Techniques of the Observer: on Vision and Modernity in the Nineteenth Century. Cambridge (Mass.) and London: MIT, 1990.　
  - 『観察者の系譜: 視覚空間の変容とモダニティ』 遠藤知巳 訳、以文社「以文叢書」、2005.11
- Crary, Jonathan. "Origins of Modern Visual Culture | Department of Art History | Columbia University." Visual Media Center | Columbia University in the City of New York. Web. 13 Apr. 2011.
- Crary, Jonathan. iDubai. Göttingen: Steidl, 2010. Photographs by Joel Sternfeld, text by Crary. ISBN 9783865219169, ISBN 9783865219169
- Virilio, Paul, and Jonathan Crary. The Aesthetics of Disappearance. Los Angeles, CA: Semiotext, 2009.
- Barth, Uta. Uta Barth: The Long Now. Gregory R. Miller & Co. (July 31, 2010) ISBN 978-0980024241